# Expédition de Sawiq
L’Expédition de Sawiq est un raid de reconnaissance mené en 623 par les qurayshites à Médine.

## Historique
Après s'être vu infliger la honteuse défaite de la bataille de Badr, le chef qurayshite Abu Sufyan ibn Harb rassembla deux cents cavaliers, prit la route de l’est à travers le Nejd et, secrètement, arriva de nuit dans la ville des Banu Nadir, une tribu juive. Leur chef, Huwey, lui interdit l’accès au quartier juif, apparemment par crainte de représailles. Abu Sufyan se réfugia alors auprès de Salam bin Mishkan, un autre chef de la tribu des Banu Nadi. Ce dernier offrit à Abu Sufyan un accueil hospitalier et des informations concernant Médine. La nuit, Abu Sufyan partit avec ses hommes en direction des champs de blé de Urayd, un endroit situé à quelque trois à cinq kilomètres au nord-est de Médine. Il brûla ces champs et tua deux musulmans. Lorsque Mahomet l’apprit, il rassembla ses hommes et se mit à leur poursuite mais ils ne purent les rattraper. Ils récupérèrent certaines des provisions que les quraychites avaient abandonnés dans leur fuite, dont du sawiq (une sorte de bouillie).
Cet événement est mentionné dans la vie de Mahomet rédigée par Ibn Hisham, et dans d’autres livres d'histoires. Certaines sources modernes secondaires le mentionnent, notamment le livre d'Ar-Raheeq Al-Makhtum, « The Sealed Nectar »,.